# Överturingen
Överturingen – miejscowość (småort) w Szwecji w gminie Ånge w regionie Västernorrland. Około 66 mieszkańców.